# Speaking in Tongues (Arcade Fire)
Speaking in Tongues è un singolo del gruppo musicale canadese Arcade Fire, pubblicato nel 2011 ed estratto dal loro terzo album in studio The Suburbs.

## Il brano
La canzone vede la partecipazione di David Byrne. Il titolo è un riferimento al termine biblico glossolalia, ma anche ad un album del gruppo di Byrne, i Talking Heads, intitolato anch'esso Speaking in Tongues.
Il brano non compare nella "tracklist" della versione originale del disco The Suburbs, ma è incluso nell'edizione "deluxe" come traccia bonus.

## Tracce
- Download digitale

1. Speaking in Tongues

## Formazione
- Win Butler – voce, chitarra
- Régine Chassagne – cori, batteria
- David Byrne – cori
- Richard Reed Parry – chitarra
- Tim Kingsbury – basso
- William Butler – tastiera, chitarra
- Sarah Neufeld – violino, cori
- Jeremy Gara – batteria